# ワールドサッカーウイニングイレブン7
『ワールドサッカーウイニングイレブン7』は、コナミ（現コナミデジタルエンタテインメント）より2003年8月7日に発売されたPlayStation 2用ゲームソフト。

## 概要
ウイニングイレブンシリーズの1つで、実況はジョン・カビラ、解説は中西哲生が務めた、イメージキャラクターは当時の日本代表監督のジーコ。日本サッカー協会（JFA.MAX）と韓国サッカー協会の公式ライセンスを取得。カスタマイズ要素を入手出来る「WE-SHOP」を追加。ショップ内ではチャレンジトレーニングや試合を行ったり、カップに優勝することで取得できるゲーム内通貨「WEN」を使用する。

## ワールドサッカーウイニングイレブン7 インターナショナル
2004年2月19日に発売されたマイナーチェンジ版。
ユベントス、フェイエノールトといった有名クラブが実名表記となり、全6ヶ国語（日本語、英語、イタリア語、スペイン語、フランス語、ドイツ語）の文字表示と実況音声が収録されている。